# Miomantis scabricollis
Miomantis scabricollis es una especie de mantis de la familia Mantidae.

## Distribución geográfica
Se encuentra en Angola y Ghana.